# محمد أبو عصيده
محمد أبو عصيده مواليد 29 يونيو 2000، هو لاعب كرة قدم سعودي يلعب حالياً لنادي الهدى كحارس مرمى.

## مسيرة اللاعب
لعب في نادي الاتحاد ونادي وج ونادي الساحل ونادي الهدى.